# Jordens børn (film)
Jordens børn er en dansk børnefilm fra 1985 instrueret af Ingrid Oustrup Jensen efter eget manuskript.

## Handling
Pigen Lisa overværer et røveri på et apotek og tegner et portræt af gerningsmanden, der er fremmedarbejder, til politiet. Dramaet og hendes egen rolle i det får store konsekvenser for Lisa, og hun begynder at engagere sig i sin tid og dens problemer.

## Medvirkende
- Maria Heichelmann
- Louise Frevert
- Lone Lindorff
- Miljan Dedic